# Malacothamnus clementinus
Malacothamnus clementinus là một loài thực vật có hoa trong họ Cẩm quỳ. Loài này được (Munz & I.M. Johnst.) Kearney mô tả khoa học đầu tiên năm 1951.